# Paratylodiplax derijardi
Paratylodiplax derijardi is een krabbensoort uit de familie van de Camptandriidae. De wetenschappelijke naam van de soort is voor het eerst geldig gepubliceerd in 1963 door Guinot & Crosnier.